# Pedro Gallina
Pedro Alfredo Gallina (* 30. März 1949 in Buenos Aires; † 21. Juni 2022) war ein argentinischer Fußballspieler. Der Stürmer spielte für Klubs in Argentinien und Chile.

## Karriere
Pedro Gallina debütierte im Profifußball 1970 bei Ferro Carril Oeste, für das er insgesamt 26-mal auflief. Per Leihe spielte er 1972 bis 1973 bei Gimnasia LP und kam 1974 nach Chile, wo er sich Lota Schwager anschloss. Der Klub erreichte in den zwei Jahren mit Gallina zwei gute Platzierungen in der Liga und das Finale der Copa Chile 1975. Auch bei CD Universidad Católica 1976 war er mit zehn Treffern bester Torschütze des Teams. Anschließend spielte er für Everton und beendete seine Karriere 1980 in der Segunda División beim CD Cobresal, das erstmals in den Profifußball aufgestiegen war. Nach seinem Karriereende zog er in seine Geburtsstadt Buenos Aires zurück.